# ياكوب فافجينياك

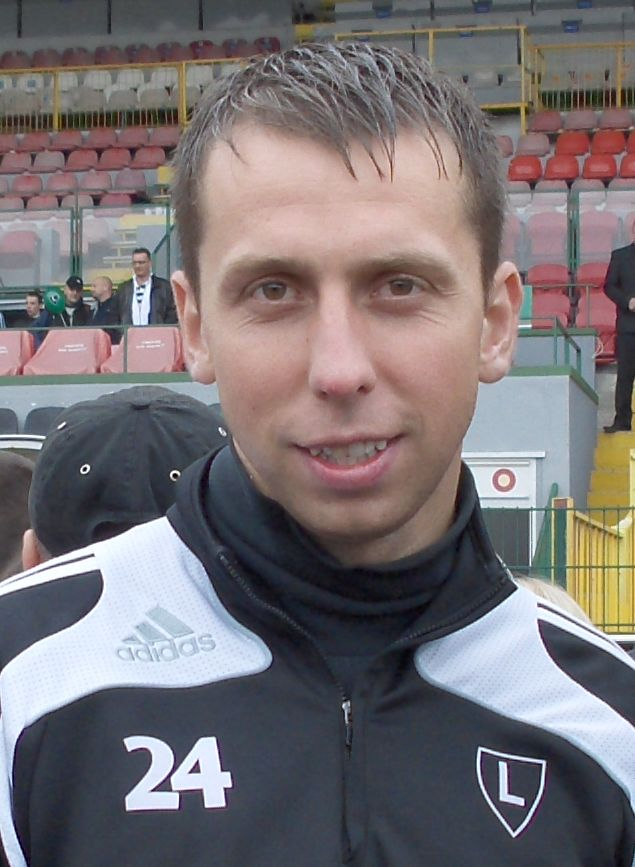
جاكوب واورزنياك

جاكوب واورزنياك (بالبولندية: Jakub Wawrzyniak)‏ ، من مواليد 7 يوليو 1983 في كوتنو في بولندا، لاعب كرة قدم بولندي.
يلعب مع نادي ليغا وارسو منذ عام 2007.
بدأ باللعب مع منتخب بولندا لكرة القدم في عام 2006.

## روابط خارجية
- ياكوب فافجينياك على موقع الاتحاد الدولي (مؤرشف)  (الإنجليزية)
- ياكوب فافجينياك على موقع الاتحاد الأوربي (الإنجليزية)
- ياكوب فافجينياك على موقع قاعدة بيانات كرة القدم.إي يو (الإنجليزية)
- ياكوب فافجينياك على موقع ناشيونال فوتبول تيمز (الإنجليزية)
- ياكوب فافجينياك على موقع Soccerbase.com (لاعب) (الإنجليزية)
- ياكوب فافجينياك على موقع Soccerway.com (الإنجليزية)
- ياكوب فافجينياك على موقع كووورة
- ياكوب فافجينياك على موقع AS.com (الإسبانية)